# Friedrich von Mettenheim
Friedrich von Mettenheim(er) (* 2. Oktober 1864 in Schwerin; † 18. November 1932 in Potsdam-Wildpark, nach anderen, nicht konkreten genealogischen Sample-Angaben, in Eisleben) war ein preußischer Verwaltungsjurist und Landrat.

## Leben
Seine Eltern waren Carl von Mettenheimer und Amalie Freiin Kolbe von Schreeb (1829–1903), Tochter der Amalie Frankenberg und des kgl. preuß. Regierungsrates Eberhard Freiherr Kolbe von Schreeb. Seit 1914 nannten sich deren fünf Kinder von Mettenheim. Heinrich von Mettenheim ist sein jüngerer Bruder.
Er wirkte als Landrat im Kreis Rotenburg (Hann.) (1901–1916) und im Mansfelder Seekreis (1916–1926). Friedrich von Mettenheim war auch als Familiengenealoge aktiv. Zuvor war Mettenheim Reserveoffizier.
Bereits 1894 hatte Friedrich von Mettenheim im oberbayrischen Kolbermoor Olga von Bippen (173–1961) geheiratet. Sie stammte aus der Nähe von Kiefersfelden und war die Tochter des Fabrikdirektors Waldemar von Bippen und der Marie Freiin von Wydenbrugk. Das Ehepaar hatte fünf Kinder, u. a. Heinrich von Mettenheim. Von den Enkelkindern wurde später Andreas von Mettenheim als Diplomat bekannt. Olga von Mettenheim lebte als Witwe in den 1940er Jahren im Communs II, einem repräsentativen Gebäude westlich hinter dem Neuen Palais in Potsdam, einem Komplex die den Abschluss des Schlossparks Sanssouci darstellen. Sie blieb bis zuletzt in Potsdam wohnhaft.

## Genealogie
- Friedrich von Mettenheimer: Geschichte der Familie Mettenheimer. Altenburg 1897., 2. Auflage 1917, 3. Auflage 1921.
- Gothaisches Genealogisches Taschenbuch der Briefadeligen Häuser. 1917. Jg. 11, Justus Perthes, Gotha 1916, S. 586 f.
- Gothaisches Genealogisches Taschenbuch der Adeligen Häuser. Zugleich Adelsmatrikel der D.A.G. Teil B (Briefadel). 1940. Jg. 32, Gotha 1939, S. 407 f. Siehe: FamilySearch (Kostenfrei).
- Walter von Hueck, Erik Amburger, Friedrich Wilhelm Euler, Johann Georg von Rappard, Detlev Schwennicke, u. a. : Genealogisches Handbuch der Adeligen Häuser. B (Briefadel). 1986. Band XVII, Band 89 der Gesamtreihe GHdA, Hrsg. Deutsches Adelsarchiv, C. A. Starke, Limburg (Lahn) 1986, S. 245 ff.